# کلوده ویکتور-پرین، دوک دی بلونو
کلوده ویکتور-پرین، دوک دی بلونو (انگلیسی: Claude Victor-Perrin, Duc de Belluno; ۷ دسامبر ۱۷۶۴ – ۱ مارس ۱۸۴۱)، سرباز و فرمانده نظامی فرانسوی در طی جنگ‌های انقلاب فرانسه و جنگ‌های ناپلئونی بود که بعدها به مقام مارشال رسید.